# جولی رنچر
جولی رنچر (انگلیسی: Jolly Rancher) یک نام تجاری آمریکایی آبنبات سخت شیرین، پاستیل، آب‌نبات ژله‌ای، آب‌نبات‌چوبی، آبنبات ترش، و یک سری نوشابه است که توسط شرکت نوشیدنی الیزابت در سال ۲۰۰۴ عرضه شد. این محصول در حال حاضر توسط شرکت هرشیز تولید می‌شود.